# Пономарево (Ленінградська область)
Пономарево (рос. Пономарёво) — присілок у Лодєйнопольському районі Ленінградської області Російської Федерації.
Населення становить 22 особи. Належить до муніципального утворення Доможировське сільське поселення.

## Історія
Згідно із законом від 20 вересня 2004 року № 63-оз належить до муніципального утворення Доможировське сільське поселення.

## Населення
| 1838 | 1862 | 1885 | 1926 | 1950 | 1997 | 2007 |
| ---- | ---- | ---- | ---- | ---- | ---- | ---- |
| 99   | ↗112 | ↘85  | ↗98  | ↘72  | ↘17  | ↗25  |
| 2010 | 2014 |      |      |      |      |      |
| ↘23  | ↘22  |      |      |      |      |      |